# St. Vinzenz (Kitzingen)

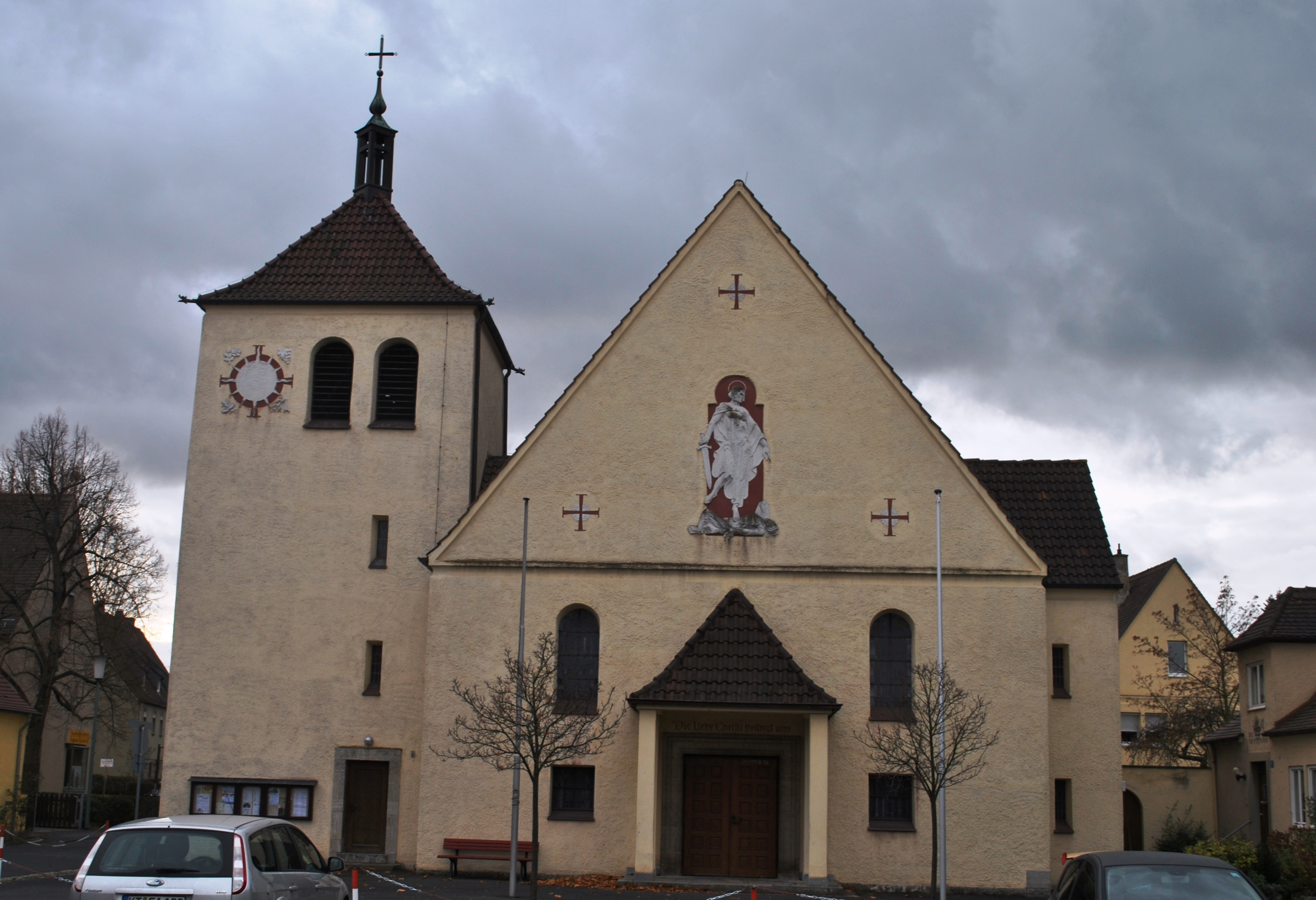
Vinzenzkirche in Kitzingen

Die Kirche St. Vinzenz im Kitzinger Stadtteil Siedlung ist die Pfarrkirche der katholischen Gemeinde. Sie steht am St.-Vinzenz-Platz, unweit der lutherischen  Friedenskirche. Sie wurde als Notkirche von Hans Schädel erbaut. Die Kirche ist heute Teil des Dekanats Kitzingen.

## Geschichte
Die Geschichte der Kirche ist eng mit der des Stadtteils Siedlung verbunden. Bereits in den 1920er-Jahren begann man mit der Erschließung des südlich von Etwashausen gelegenen Gebiets. Zwischen 1922 und 1927 entstanden um den heutigen Texasweg erste Wohnhäuser. Erst nach dem Zweiten Weltkrieg stieg die Zahl der Katholiken in dem Stadtteil durch die Geflüchteten aus den ehemals deutschen Ostgebieten stark an.
Bereits am 1. Juli 1945 exponierte man den Kaplan der alten St.-Johannes-Kirche in der Kitzinger Altstadt, um den Neubürgern einen geistlichen Anlaufpunkt im neuen Stadtteil zu geben. Am 31. Juli 1946 etablierte der Würzburger Bischof Matthias Ehrenfried eine Kirchenpfründestiftung und förderte damit einen Neubau. Hans Schädel, der Dombaumeister des Bistums, wurde gewonnen, den Neubau zu realisieren. Der Grundstein wurde am 16. Oktober 1949 gesetzt.
Die Weihe des neuen Gotteshauses fand am 1. Oktober 1950 durch Bischof Julius Döpfner statt. Die Kirche wurde dem Patrozinium des heiligen Vinzenz von Paul unterstellt. Im folgenden Jahr, 1951, erhob der Bischof die Kirchengemeinde zu einer eigenen Pfarrei. 1971 bis 1972 und 1998 bis 1999 erneuerte man den Innenraum, 1990 den Außenbau der Kirche. Das Gebäude ist vom Bayerischen Landesamt für Denkmalpflege als Baudenkmal eingeordnet.

## Architektur

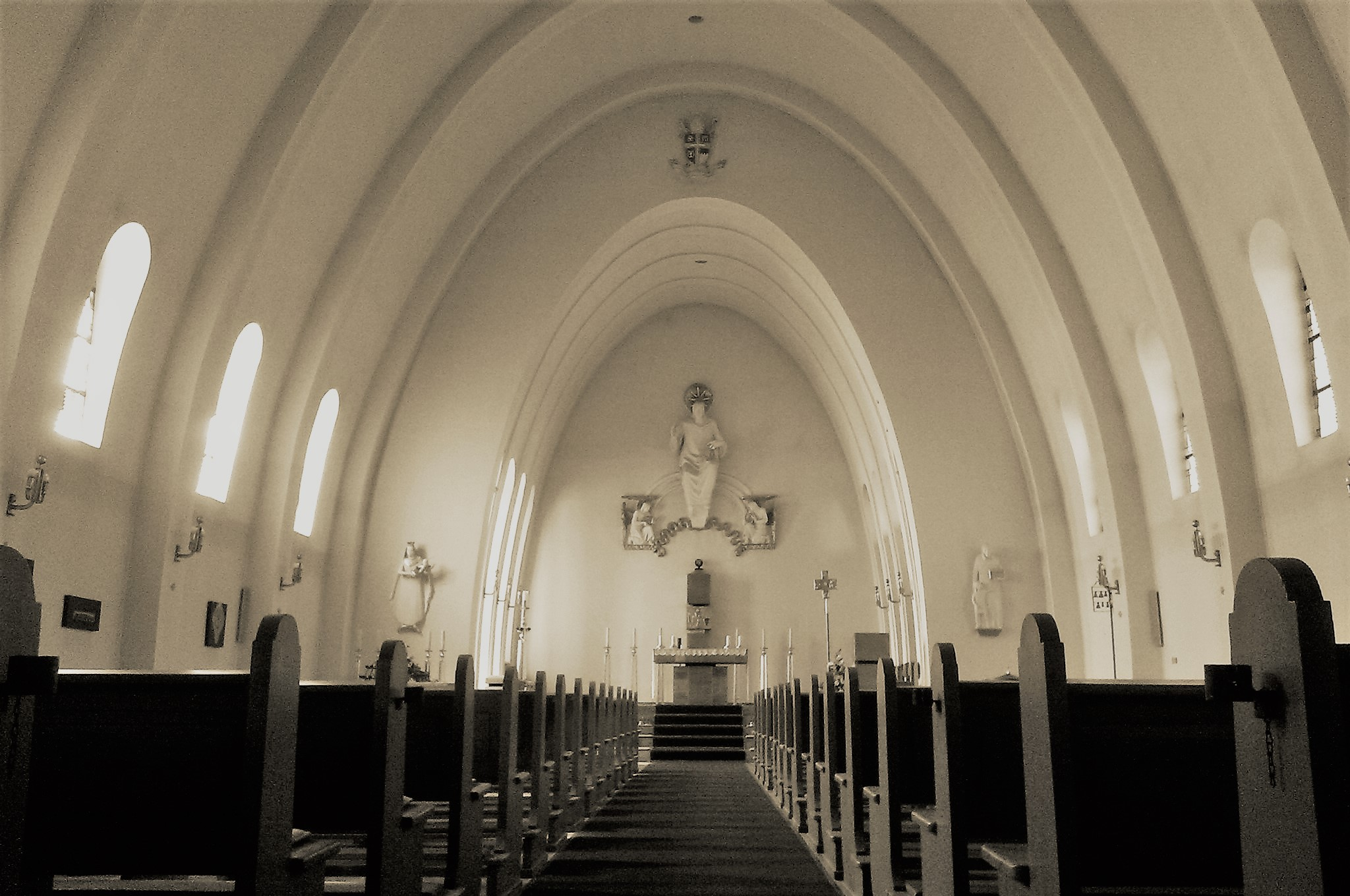
Langhaus als Parabel-Tonnengewölbe, Blick auf den Chorraum

Die Kirche präsentiert sich als schlichter Satteldachbau mit angedeutetem Querhaus. Sie ist, anders als viele andere Gotteshäuser, nicht geostet, sondern wurde nach Südwesten ausgerichtet. Im Inneren weist das Gebäude einen ovalen Kirchenraum mit Parabeltonnen auf. Ein dreigeschossiger Glockenturm wurde an die östliche Seite der Vinzenzkirche angebaut. Der Chor besitzt einen kleinen Saal. Überall am Gebäude wurden Reliefs des Kitzinger Künstlers Klaus Rother angebracht.

## Ausstattung

### Glocken
Das Geläut der Vinzenzkirche besteht aus fünf Glocken. Sie wurden allesamt im Jahr 1961 von der Heidelberger Gießerei Schilling geschaffen und verschiedenen Heiligen unterstellt: Die ersten drei sind dem zum Himmel gefahrenen Christus, seiner Mutter Maria und dem Kirchenpatron Vinzenz von Paul geweiht, während die anderen beiden den Patronen der Heimatvertriebenen, Johannes von Nepomuk und Hedwig, gewidmet wurden.
| Name                        | Grundton | Gussjahr | Durchmesser in Zentimetern | Gewicht in Kilogramm | Inschrift                                                                                               |
| --------------------------- | -------- | -------- | -------------------------- | -------------------- | --- |
| Christkönigsglocke          | f‘       | 1961     | 115,8                      | 1057                 | IESVS CHRISTVS, REX REGVM (lat. Jesus Christus, König des Himmels)                                      |
| Marienglocke                | g‘       | 1961     | 102,2                      | 712                  | ST. MARIA, MATER DEI ET MATER NOSTRA (lat. Hl. Maria, Mutter Gottes und unsere Mutter)                  |
| Vinzenzglocke               | b‘       | 1961     | 91                         | 509                  | ST. VINZENZ VON PAVL, PATRONVS ECCLESIAE PAROCHALIS (lat. Hl. Vinzenz von Paul, Patron der Pfarrkirche) |
| Johannes-von-Nepomuk-Glocke | c‘‘      | 1961     | 80,8                       | 353                  | ST. JOHANNES NEPOMUK, SCHUTZPATRON DER HEIMATVERTRIEBENEN PFARRKINDER AUS DEM SUDETENLAND               |
| Hedwigsglocke               | d‘‘      | 1961     | 71,4                       | 240                  | ST. HEDWIG, PATRONIN DER HEIMATVERTRIEBENEN PFARRKINDER AUS SCHLESIEN                                   |

### Weitere Ausstattung
Die Ausstattung des Kircheninneren erfolgte nach und nach. In den 1950er-Jahren schuf Julius Bausenwein aus Würzburg mehrere Reliefs. Den am 1. Oktober 1972 geweihten Altar, den Ambo und ein Vortragekreuz gestaltete der Münsterschwarzacher Adelmar Dölger. 1986 erhielt die Kirche eine Tabernakelstele, geschaffen von Alois Plätzer aus Höchstadt an der Aisch.
Bereits 1950 erhielt die Kirche ihren Taufstein, geschaffen von Josef Lehritter aus Würzburg. Die 15 Kreuzwegstationen wurden 1977/1978 von Willi Götz aus Rimbach geschaffen. Von Götz stammen auch die Buntglasfenster.

### Orgel

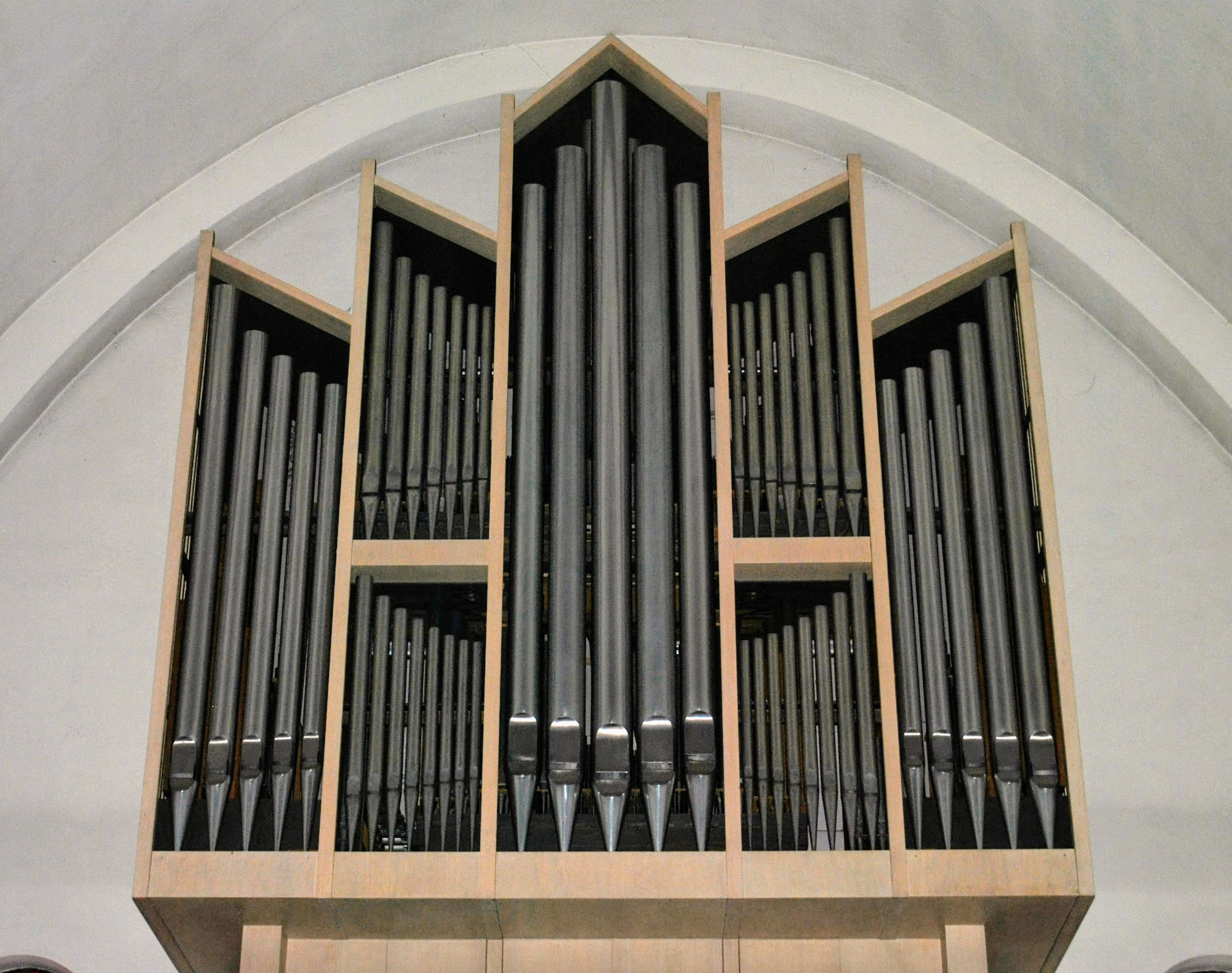
Orgelprospekt

Die Orgel wurde 1972 von Norbert Krieger aus Retzbach gebaut. Sie verfügt über 21 Register. Die Disposition lautet:
| I Hauptwerk |       |
| Quintade    | 16′   |
| Prinzipal   | 8′    |
| Rohrgedackt | 8′    |
| Oktave      | 4′    |
| Gemshorn    | 4′    |
| Nasard      | 2 ⁄3′ |
| Mixtur IV   |       |
| Trompete    | 8′    |

| II Positiv     |    |
| Gedackt        | 8′ |
| Salizional     | 8′ |
| Prinzipal      | 4′ |
| Flöte          | 4′ |
| Sesquialter II |    |
| Oktave         | 2′ |
| Nachthorn      | 1′ |
| Scharf III     | 1′ |
| Tremulant      |    |

| Pedal         |     |
| Untersatz     | 32′ |
| Prinzipalbass | 16′ |
| Subbaß        | 16′ |
| Oktavbaß      | 8′  |
| Basson        | 8′  |

- Koppeln: II/I, I/P, II/P

## Pfarrer und Priester in St. Vinzenz
| Name                 | Amtszeit  | Anmerkungen |
| -------------------- | --------- | --- |
| Ewald Brandstetter   | 1944–1956 | 1944 bis 1951 Kuratus, ab 1951 Pfarrer (Grab im Kirchvorgarten)                                                                      |
| Franz Hartinger      | 1956–1965 | |
| Franz-Josef Stettler | 1965–1966 | Pfarrverweser |
| Karl-Heinz Albert    | 1966–1983 | |
| Albert Leutbrecher   | 1983–1997 | |
| N. Plusa             | 1997–1998 | Pfarrer in Aushilfe |
| Herbert Baumann      | 1998–1999 | auch Dekan von Kitzingen, Pfarradministrator, zusammen mit Jan Kölbel, Mathias Rushin, danach Regens des Würzburger Priesterseminars |
| Jan Kölbel           | 1998–1999 | Kaplan, zusammen mit Herbert Baumann, Mathias Rushin                                                                                 |
| Mathias Rushin       | 1998–1999 | Pfarrer in Aushilfe, zusammen mit Herbert Baumann, Jan Kölbel                                                                        |
| Heinrich Skolucki    | 1999–2010 | * 1960 in Olkusz/Polen, zuvor Pfarrer in Neustadt am Main, Erlach, Pfarradministrator, danach Pfarrer von Elsenfeld                  |
| Dr. Manfred Bauer    | 2010–2012 | danach von Papst Benedikt XVI. in die Glaubenskongregation nach Rom berufen                                                          |
| Stefan Eisert        | 2012–2013 | Pfarrvikar in Kitzingen (2010–2014), in vakanter Zeit Pfarradministrator der Pfarreiengemeinschaft                                   |
| Gerhard Spöckl       | seit 2013 | Pfarrer der Pfarreiengemeinschaft und Dekan von Kitzingen                                                                            |
| Jürgen Thaumüller    | 2015–2021 | Pfarrvikar der Pfarreiengemeinschaft                                                                                                 |
| Christoph Klein      | 2017–2019 | langjähriger Pfarrer von Büchold, 2017–2019 Pfarrvikar der Pfarreiengemeinschaft, danach im Ruhestand                                |
| Nicolas Kehl         | seit 2021 | Pfarrvikar der Pfarreiengemeinschaft/Pastoraler Raum Kitzingen                                                                       |